# Joy Grant
Audrey Joy Grant (sinh năm 1951 tại British Honduras) là thống đốc hiện tại của Central Bank of Belize. Bà là Thượng nghị sĩ người Belizea và là người đứng đầu Ministry of Energy, Science & Technology, and Public Utilities. Sau khi bắt đầu sự nghiệp của mình trong các dự án phát triển kinh tế, bà đã trở thành một nhà bảo tồn môi trường và phát triển nhiều dự án trên khắp vùng Caribbean để bảo vệ rừng và sinh vật biển..

## Tiểu sử
Audrey Joy Grant sinh ngày 5 tháng 2 năm 1951 tại Thành phố Belize, British Honduras. Sau khi học trung học tại thành phố Belize, ô làm việc một năm tại ngân hàng Barclay và sau đó chuyển đến Canada để học đại học. Cô tốt nghiệp đại học ngành thương mại và và Master of Business Administration in International Finance của Đại học Alberta, Canada. Grant chuyển đến Barbados, nơi cô làm việc cho các dự án phát triển kinh tế cho mười ba quốc gia từ khắp vùng Caribê tại Caribbean Development Bank. Sau tám năm, cô chuyển đến Washington, DC và bắt đầu làm việc tại Belize Embassy.
Năm 1989, Grant trở lại Belize để dẫn đầu một dự án bảo tồn được tài trợ bởi Massachusetts Audubon Society với sự giúp đỡ của Tổ chức Bảo tồn thiên nhiên và các nhà khoa học Mỹ. Dự án, Chương trình Belize là một đồng sáng lập bởi Grant và cô trở thành giám đốc điều hành đầu tiên của mình,, mua hơn 300.000 mẫu Anh (4% khối lượng đất liền Belize) của rừng mưa nhiệt đới như dự trữ cho dự án. Vào thời điểm đó, các chương trình bảo tồn ở giai đoạn phôi thai và cô đã giành được hai chứng nhận về tính bền vững khác nhau cho chương trình sinh thái của gỗ gụ Belizean. Sau hơn một thập kỷ với Chương trình cho Belize, vào năm 2001, Grant đã trở thành Vice President và Managing Director of the Atlantic Conservation Region of the Nature Conservancy. Bà giám sát các nỗ lực bảo tồn ở hai mươi tiểu bang miền Đông Hoa Kỳ và 10 nước Trung Mỹ và Caribê, và vào năm 2003, bà đã nỗ lực tạo ra một chương trình bao trùm lưu vực biển Caribbe từ Cuba tới Venezuela. Rời khỏi Bảo tồn Thiên nhiên vào năm 2005, bà bắt đầu làm giám đốc cấp cao cho Dự án Tự nhiên. Năm 2008, bà được bổ nhiệm là Ambassador Exemplary và Plenipotentiary at the Embassy of Belize, Brussels, Belgium; Ambassador Designate Vương quốc Tây Ban Nha và Hà Lan, Đức và Pháp; và Ambassador Extraordinary and Plenipotentiary của Ủy ban châu Âu, tiếp tục cho đến năm 2012. Grant được bổ nhiệm vào ủy ban để thiết kế United Nation's Green Climate Fund vào năm 2011.
Năm 2012, Grant được bổ nhiệm làm Thương nghị sĩ Belizea bởi Prime Minister Dean Barrow và được bổ nhiệm làm Minister of Energy, Science & Technology and Public Utilities. Mục tiêu của Bộ mới là xây dựng một kế hoạch phát triển bền vững bằng cách lồng ghép các chính sách và luật pháp về năng lượng, khoa học và công nghệ vào các quy trình ra quyết định quốc gia.